# Teorema de Modigliani-Miller
El teorema Modigliani-Miller (llamado así por Franco Modigliani y Merton Miller) es parte esencial del pensamiento académico moderno sobre la estructura financiera de la empresa. El teorema afirma que el valor de una compañía no se ve afectado por la forma en que ésta es financiada en ausencia de impuestos, costes de quiebra y asimetrías en la información de los agentes. El teorema establece que es indiferente que una empresa logre los recursos financieros necesarios para su funcionamiento acudiendo a sus accionistas o emitiendo deuda. También resulta indiferente la política de dividendos. Se opone así al punto de vista tradicional.
Modigliani ganó el Premio en Ciencias Económicas en memoria de Alfred Nobel en 1985 por esta y otras contribuciones, Miller también fue galardonado con el Premio en Ciencias Económicas en memoria de Alfred Nobel en 1990, junto con Harry Markowitz y William Sharpe. Miller ha contribuido especialmente en el campo de las Finanzas corporativas.

## Proposiciones del teorema Modigliani-Miller en el caso de que no haya impuestos
Consideremos dos empresas en todo idénticas excepto en su estructura financiera. La primera (empresa U) no está apalancada; es decir, se financia únicamente por las aportaciones de los accionistas. La otra sociedad (empresa L) está apalancada; se financia en parte con acciones y en parte con deuda. El teorema Modigliani-Miller afirma que el valor de las dos compañías es el mismo:
Proposición I: {\displaystyle V_{U}=V_{L}\,}
donde {\displaystyle V_{U}} es el valor de la empresa sin apalancamiento = precio de compra de todas las acciones de la empresa, y {\displaystyle V_{L}} es el valor de una empresa con apalancamiento = precio de compra de todas las acciones de la empresa más todas sus deudas.
El teorema se basa en el siguiente razonamiento. Supongamos que un inversor está indeciso entre invertir una determinada cantidad de dinero en la empresa U o en la empresa L. Será indiferente para él comprar acciones de la empresa apalancada L o comprar acciones de la empresa U y, simultáneamente, pedir prestado en la misma proporción que la empresa L lo hace. El rendimiento de ambas inversiones será el mismo. Por lo tanto el precio de las acciones de L debe ser el mismo que el de las acciones de U menos el dinero que el inversor B pidió prestado, que coincide con el valor de la deuda de L.
Para que el razonamiento sea cierto, deben cumplirse una serie de fuertes supuestos. En particular, se asume que el coste de pedir prestado dinero por el inversor coincide con el de la empresa, lo que sólo es cierto si no hay asimetría en la información que reciben los agentes y si los mercados financieros son eficientes.
Proposición II: {\displaystyle r_{S}=r_{0}+{\frac {B}{S}}\left({r_{0}-r_{B}}\right)}
{\displaystyle r_{S}} es el coste del capital de la empresa.
{\displaystyle r_{0}} es el coste del capital de una empresa sin apalancamiento.
{\displaystyle r_{B}} es el coste de la deuda.
{\displaystyle {B}/{S}} es la razón entre deuda y capital propio de la empresa.
Esta proposición afirma que el coste del capital de la empresa es una función lineal de la razón entre deuda y capital propio. Una razón alta implica un pago mayor para el capital propio debido al mayor riesgo asumido por haber más deuda. Esta fórmula se deriva de la teoría del coste medio del capital.
Las dos proposiciones son ciertas siempre que asumamos que:
-no hay impuestos.
-no hay costes de transacción.
-los particulares y las empresas pueden pedir prestado a los mismos tipos de interés.
Lógicamente, a la luz de estos supuestos tan restrictivos que no se cumplen en el mundo real, el teorema podría parecer una mera curiosidad teórica. Sin embargo, si con estos supuestos la estructura de capital es irrelevante, entonces sin estos supuestos la estructura de capital sí es relevante. La utilidad del modelo radica, entonces, en que partiendo del escenario ideal teórico, si entendemos qué supuestos se están violando, es posible aproximarse a la estructura de capital óptima.

## Proposiciones del teorema Modigliani-Miller en el caso de que haya impuestos
Proposición I: {\displaystyle V_{L}=V_{U}+T_{C}B\,}
{\displaystyle V_{L}} es el valor de una empresa apalancada.
{\displaystyle V_{U}} es el valor de una empresa sin apalancamiento.
{\displaystyle T_{C}B} es el tipo impositivo(T_C) x el valor de la deuda (B)
Es evidente que hay ventajas para la empresa por estar endeudada ya que puede descontarse los intereses al pagar sus impuestos. A mayor apalancamiento, mayores deducciones fiscales para la compañía. Sin embargo, los dividendos, el coste del capital propio, no puede ser deducido en el pago de los impuestos.
Proposición II: {\displaystyle r_{S}=r_{0}+{\frac {B}{S}}\left({r_{0}-r_{B}}\right)(1-T_{C})}
{\displaystyle r_{S}} es el costo del capital de la empresa.
{\displaystyle r_{0}} es el costo del coste del capital de una empresa sin apalancamiento.
{\displaystyle r_{B}} es el costo de la deuda.
{\displaystyle {B}/{S}} es la razón entre deuda y capital propio.
{\displaystyle T_{c}} es el tipo impositivo.
Esta relación sigue demostrando que el coste del capital propio crece al crecer el apalancamiento debido al mayor riesgo asumido. Obsérvese que la fórmula es distinta a la de la proposición cuando no había impuestos.
Los supuestos que asumimos son:
-Las empresas son gravadas con impuestos con tipos impositivos T_C, en sus beneficios después de intereses.
-No hay costes de transacción
-Los particulares y las empresas pueden pedir prestado al mismo tipo de interés
Miller y Modigliani publicaron en años sucesivos investigaciones profundizando en los conceptos estudiados en el teorema.
El teorema fue publicado inicialmente en: F. Modigliani y M. Miller, "The Cost of Capital, Corporation Finance and the Theory of Investment," American Economic Review (junio de 1958).
- Datos: Q117553